# Лейф Єнссен
Лейф Геран Єнссен (норв. Leif Gøran Jenssen, нар. 19 березня 1948) — норвезький важкоатлет, олімпійський чемпіон.
Народився в 1948 році в Фредрікстад. У 1970, 1971 і 1974 роках завойовував срібні медалі чемпіонату світу. У 1972 році на Олімпійських іграх в Мюнхені став володарем золотої медалі; в цьому ж році став срібним призером чемпіонату Європи. У 1971 році був обраний в Норвегії спортсменом року.